# 三目八面
三目八面（さんめやづら、みつめはちめん）は、土佐郡土佐山村高川（現・高知県土佐郡高知市）に伝わる妖怪。

## 概要
その名の通り3つの目と8つの顔を持つ化け物で、申山（さるやま）という山に住み、隣りの森村（現・土佐町土居）へ行く通行人を襲って食らっていたという。
あるとき、土佐山の豪族・水野若狭守（みずのわかさのかみ）の弟である注連太夫（しめだゆう）という者がこの妖怪の話を聞きつけ、山鎮めの御幣を立て、申山に火を放った。三目八面は炎の中で暴れに暴れまくった末、焼け死んでしまった。このとき山は焼けたが、注連太夫が立てた御幣だけは残っていた。現在でも高川集落には鎮め石、鎮め所という名が残されているが、これらはこの山鎮めの御幣に由来するといわれる。
三目八面の姿は、3つの目と8つの顔という特徴以外は不明だが、焼け死んだ死骸は隣り村へまたがるほどとてつもなく大きかったといわれ、このことから妖怪探訪家・村上健司は蛇のような長い体のものと推測し、同じく高知県に伝承される8つの頭の大蛇・八面頬（やつらお）との関連性を指摘している。